# Білишко Юрій Володимирович
Ю́рій Володи́мирович Білишко (нар. 5 січня 1972, Кременчук, Полтавська область, Українська РСР, СРСР) — колишній український футболіст і футзаліст, футбольний тренер.

## Ігрова кар'єра
З 1993 року почав виступати у футзальній команді «КрАЗ» з рідного міста. По завершенні сезону 1993/94 зіграв два матчі за кременчуцький «Вагонобудівник», що виступав у чемпіонаті України з футболу серед аматорів, але надалі продовжив кар'єру тільки у футзалі. Вирізнявся високою результативністю і постійно ставав найкращим бомбардиром своєї команди. У сезоні 1994/95 у 23 матчах чемпіонату забив 46 м'ячів і з цим показником став третім бомбардиром чемпіонату. У сезоні 1995/96 у 20 матчах чемпіонату відзначився 38 разів, що дозволило йому посісти 8-ме місце у списку найкращих бомбардирів чемпіонату.
Перше коло сезону 1996/97 почав у складі донецького «Донбас-інспорт», але зіграв лише у трьох іграх чемпіонату і двох кубкових зустрічах. По завершенні першого кола повернувся у рідний «КрАЗ», де продовжив демонструвати результативну гру і завдяки цьому зумів посісти 11-12 місце у списку найкращих бомбардирів Вищої ліги за підсумками сезону.
Перше коло сезону 1997/98 провів у запорізькому «Віннер Форд-Університеті».
2000 року, після більш ніж дворічної перерви у кар'єрі, провів декілька ігор за запорізький «ЗІДМУ» у другій лізі чемпіонату України і остаточно завершив кар'єру гравця.
За час своєї кар'єри провів 92 матчі у Вищій лізі, в яких відзначився 161 раз, а в Кубку України у 8 зустрічах забив 18 голів.

## Тренерська робота
2005 року Юрій Білишко став головним тренером кременчуцького «Гірника».
Під його керівництвом у 2005 році клуб виграв Кубок Кременчука, а в першості області посів 4-те місце у Першій лізі, а юнацька команда виграла срібні нагороди чемпіонату області. 2006 року «Гірник» став чемпіоном Кременчука, завоював бронзові нагороди першості області серед команд Першої ліги, а юнацька команда повторила результат минулого сезону - 2-ге місце в чемпіонаті Полтавської області серед юнаків. 2007 року клуб виграв чемпіонат і Кубок Кременчука, посів 2-ге місце в Першій лізі обласної першості, але юнаки зробили крок назад і посіли 3-те місце в юнацькому чемпіонаті області.
2008 року Білишка на посаді головного тренера «Гірника» змінив Григорій Чичиков.